# فهرست زندگی
فهرست زندگی (به انگلیسی: The Life List) یک فیلم کمدی رمانتیک درام آمریکایی محصول سال ۲۰۲۵ به نویسندگی و کارگردانی آدام بروکس که اقتباسی از رمانی به همین نام اثر لوری نلسون اسپیلمن است. این فیلم در ۲۸ مارس ۲۰۲۵ از طریق درام منتشر شد.

## داستان
الکس، زنی به آرزوهای دوران کودکی خود بازنگری می‌کند و برای رسیدن به اهداف قدیمی خود تلاش می‌کند، اما متوجه می‌شود که پیگیری این رویاهای مادام العمر او را به سفری پیش‌بینی نشده و غافلگیرکننده می‌برد.

## ساخت
تصویربرداری اصلی در بهار ۲۰۲۴ در نیک، نیویورک انجام شد.